# Je suis mort mais j'ai des amis
Je suis mort mais j'ai des amis is een Frans-Belgische film uit 2015, geschreven en geregisseerd door Guillaume Malandrin en Stéphane Malandrin.

## Verhaal
Een groep oude rockers krijgt voor de eerste maal in hun leven de kans om in Los Angeles te gaan optreden, een levensdroom die in vervulling gaat. De drummer van de groep vindt zichzelf echter te oud en er moet een jonge vervanger gevonden worden. Tot overmaat van ramp valt op de vooravond van hun vertrek de zanger Jipé dood. De vier muzikanten vernemen dat hun vriend getrouwd was met Pierre, een homo die een militair blijkt te zijn. Pierre beslist om de groep te vergezellen met de as van zijn overleden vriend, die hij wil uitstrooien in Los Angeles.

## Rolverdeling
| Acteur           | Personage           |
| ---------------- | ------------------- |
| Bouli Lanners    | Yvan                |
| Wim Willaert     | Wim                 |
| Serge Riaboukine | Pierre              |
| Eddy Leduc       | Nico                |
| Lyes Salem       | Dany                |
| Jacky Lambert    | Jipé                |
| Rosario Amedeo   | Commandant Van Beek |

## Productie
Er werd gefilmd in juni en juli 2014 in Brussel en Luik en vervolgens in Schefferville (Quebec).

## Uitgave en ontvangst
Je suis mort mais j'ai des amis was op 11 november 2015 de openingsfilm van de 35ste editie van het Noordelijk Film Festival in Leeuwarden.

## Prijzen en nominaties
De film ontving 7 nominaties (onder andere beste film) voor de Magritte du cinéma, de belangrijkste filmprijs van (Franstalig) België.